# Transponering (musik)
Transponering av musik innebär att man flyttar en fras, del av stycke eller hela verk uppåt eller nedåt i tonhöjd så att de inbördes intervallen inte ändras men hela området byter tonart.
Om man transponerar en hel oktav uppåt eller neråt kallas detta oktavering (observera att detta innebär att stycket fortfarande går i samma tonart).

## Användning av transponering
- När man vill hitta lämpligare register för sångaren
- När man vill hitta en lämpligare tonart för musiker som inte spelar lika bra i alla tonarter
- När man vill ändra tonartsklangen i ett stycke
- Vissa instrument transponerar automatiskt, se Transponerande instrument